# Mercury Redstone 1A

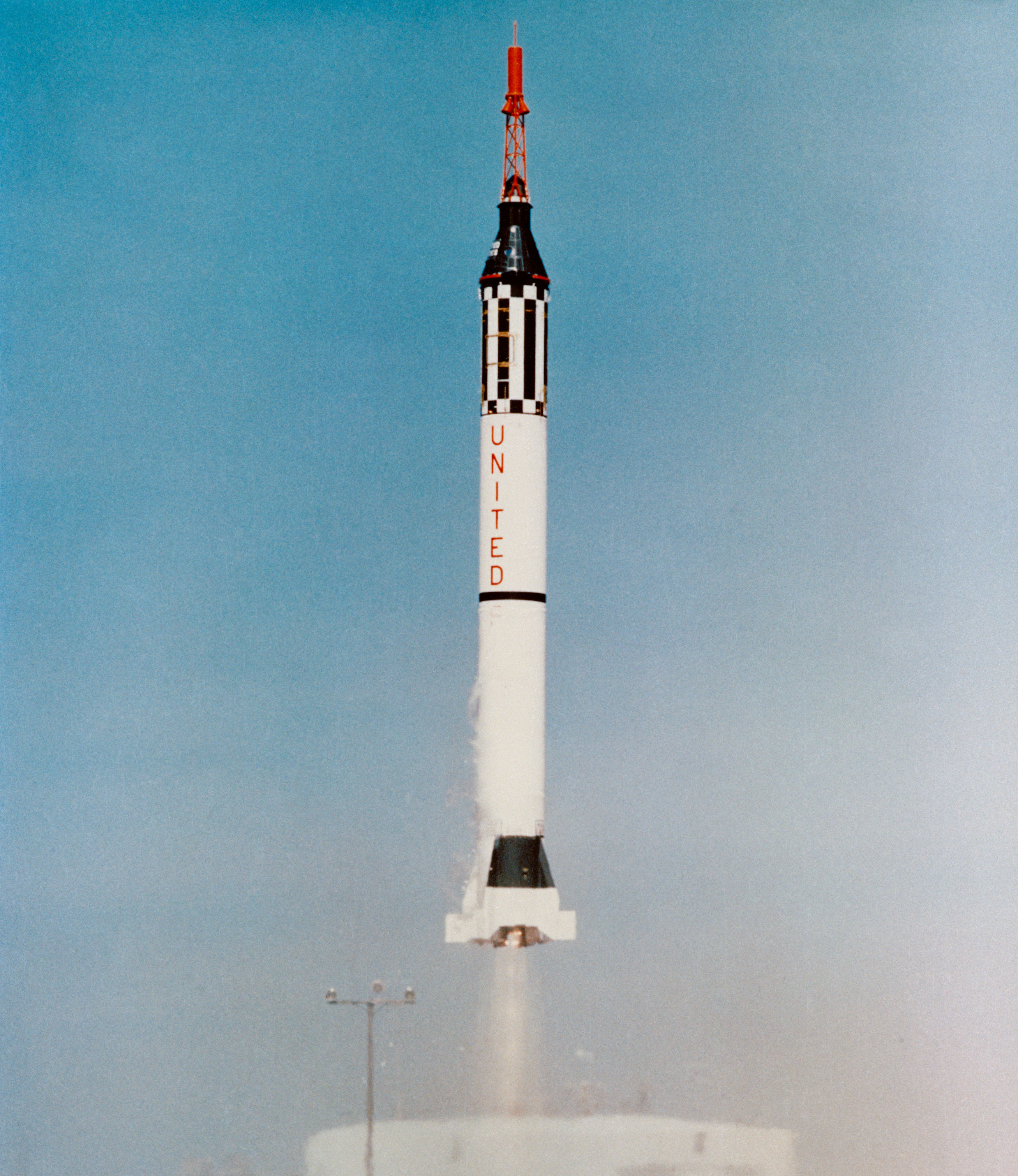
lanzamiento del MR-1A

El Mercury-Redstone 1A (MR-1A) fue la segunda misión espacial del proyecto Mercury de Estados Unidos. Fue lanzado el 19 de diciembre de 1960, desde el Complejo de Lanzamiento 5 (LC-5) en Cabo Cañaveral, Florida. El objetivo de este vuelo suborbital no tripulado fue realizar los test necesarios para poder considerar a esta nave apta para los vuelos espaciales y estudiar la validez de los sistemas para la misión siguiente, un vuelo suborbital tripulado por un simio. La nave testeó su instrumentación, sistema de cohetes y sistemas de recuperación. La nave Mercury alcanzó su apogeo a los 210 km y alcanzó una distancia de 397 km. El vehículo de lanzamiento alcanzó una velocidad ligeramente más alta de la esperada (8.296 km/h). La nave Mercury fue recuperada en el Océano Atlántico mediante helicópteros 15 minutos después del amerizaje.

## Datos
- Fecha: 19 de diciembre de 1960
- Duración: 15 min 45 s
- Masa: 1.211 kg
- Aceleración máxima: 12,4 g (122 m/s²)
- Número de Órbitas: suborbital
- Apogeo: 210,3 km
- Distancia recorrida: 378,2 km
- Velocidad máxima: 7.900 km/h
- Tripulación: 0

- Datos: Q684086
- Multimedia: Mercury-Redstone 1A / Q684086